# Shadows Fall

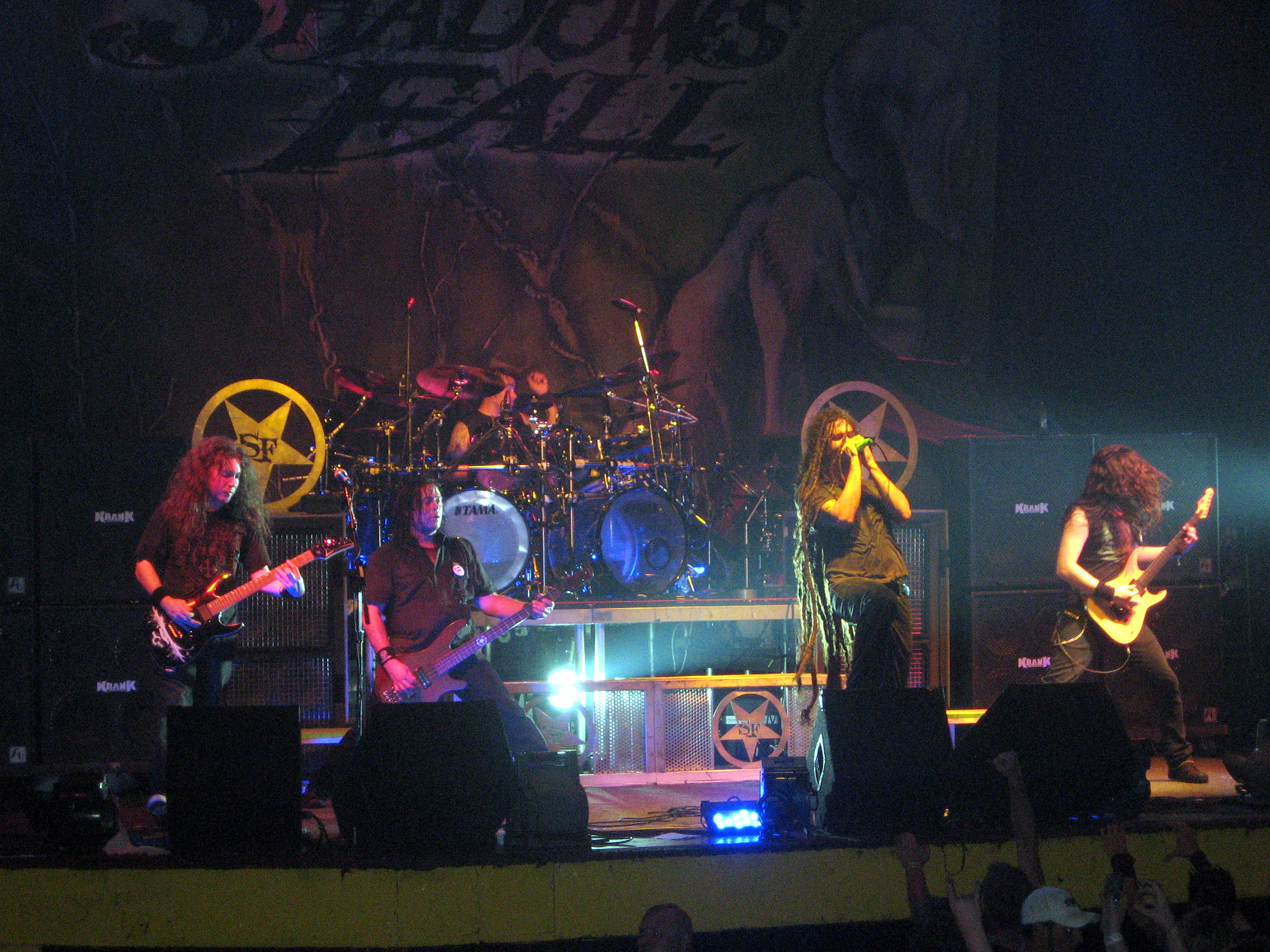
Shadow Falls, 2007

Shadows Fall is een band die eerst melodicdeathmetal speelde en daarna thrash-/metalcore ging spelen. De band is gevormd in 1995 en komt uit Westfield, Massachusetts. Ze staat onder contract bij Roadrunner Records.

## Biografie
Shadows Fall begon door te openen voor bands als Cannibal Corpse, Death, King Diamond en The Misfits. Ze was de bestverkopende act bij Century Media Records met het album "The War Within", waarvan meer dan 200.000 cd’s verkocht werden.
Er wordt beweerd dat Shadows Fall met haar eerste album (somber Eyes To The Sky) een deathmetalband bedoelde te zijn, maar dit wordt ontkend door de leden van de band zelf. Zij beweren dat dit door de manier van zingen van hun toenmalige leadzanger (Phil Lebonte, nu in All That Remains) kwam. Toen Brian Fair hen aanvulde op een show, ontdekten ze hun 'echte stijl'. De band ziet zichzelf niet als metalcoreband, maar meer als neo-thrash met momenten van hardcore punk en hardrock.

## Huidige bezetting
- Matthew Bachand - gitaar, zang
- Jason Bittner - drums
- Jonathan Donais - gitaar, zang
- Brian Fair - zang
- Paul Romanko - basgitaar

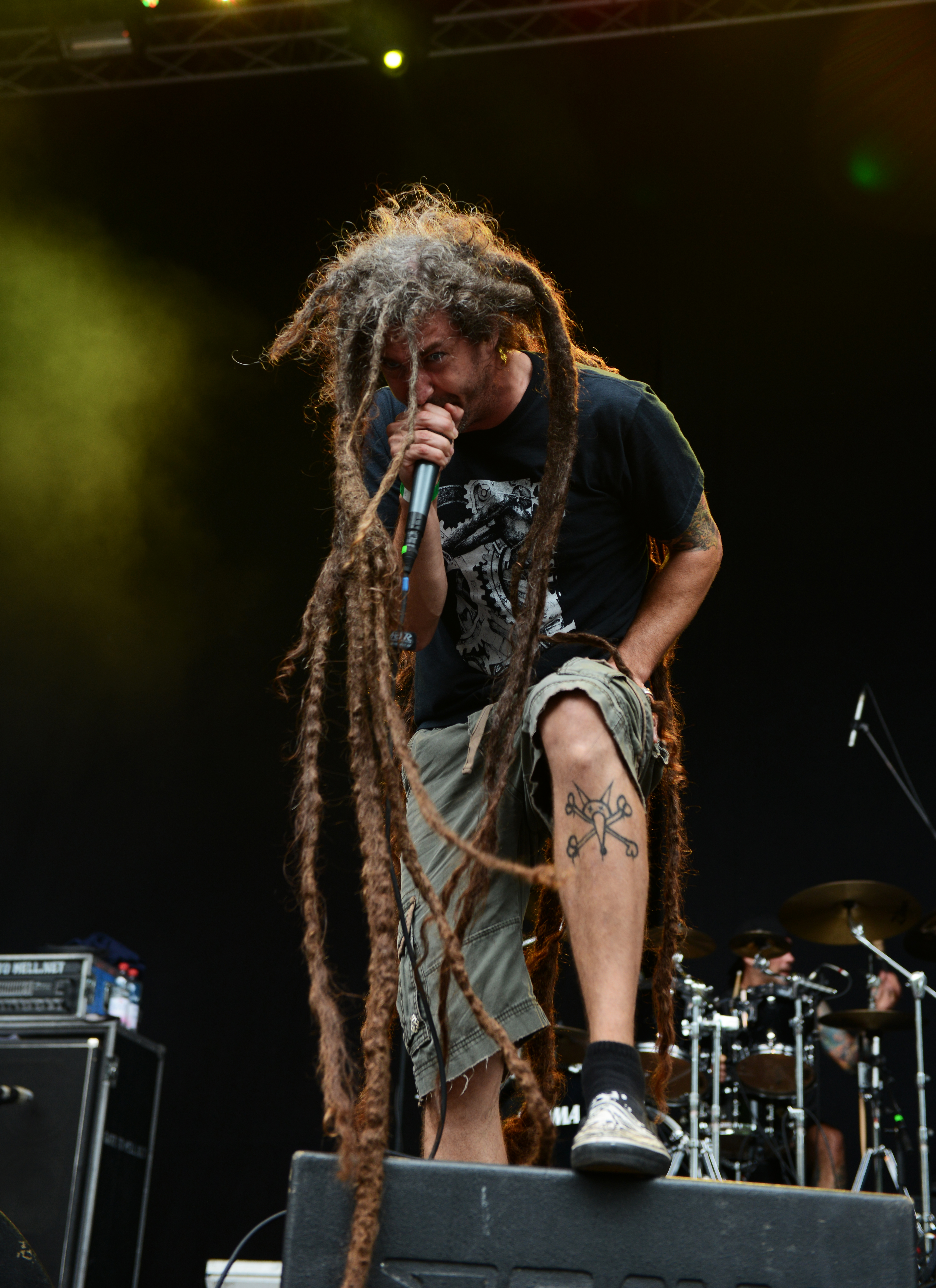
Brian Fair, 2014
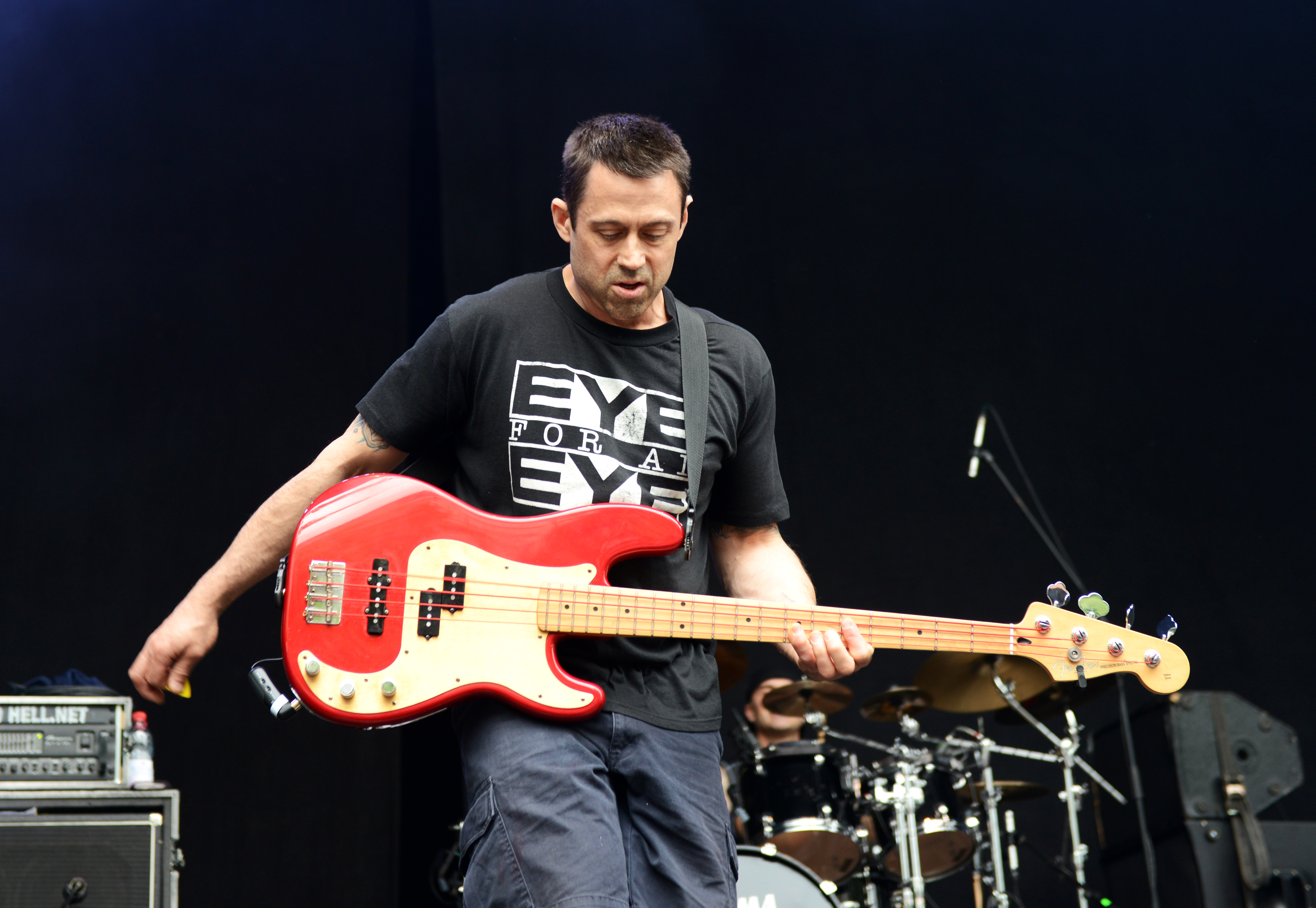
Paul Romanko, 2014
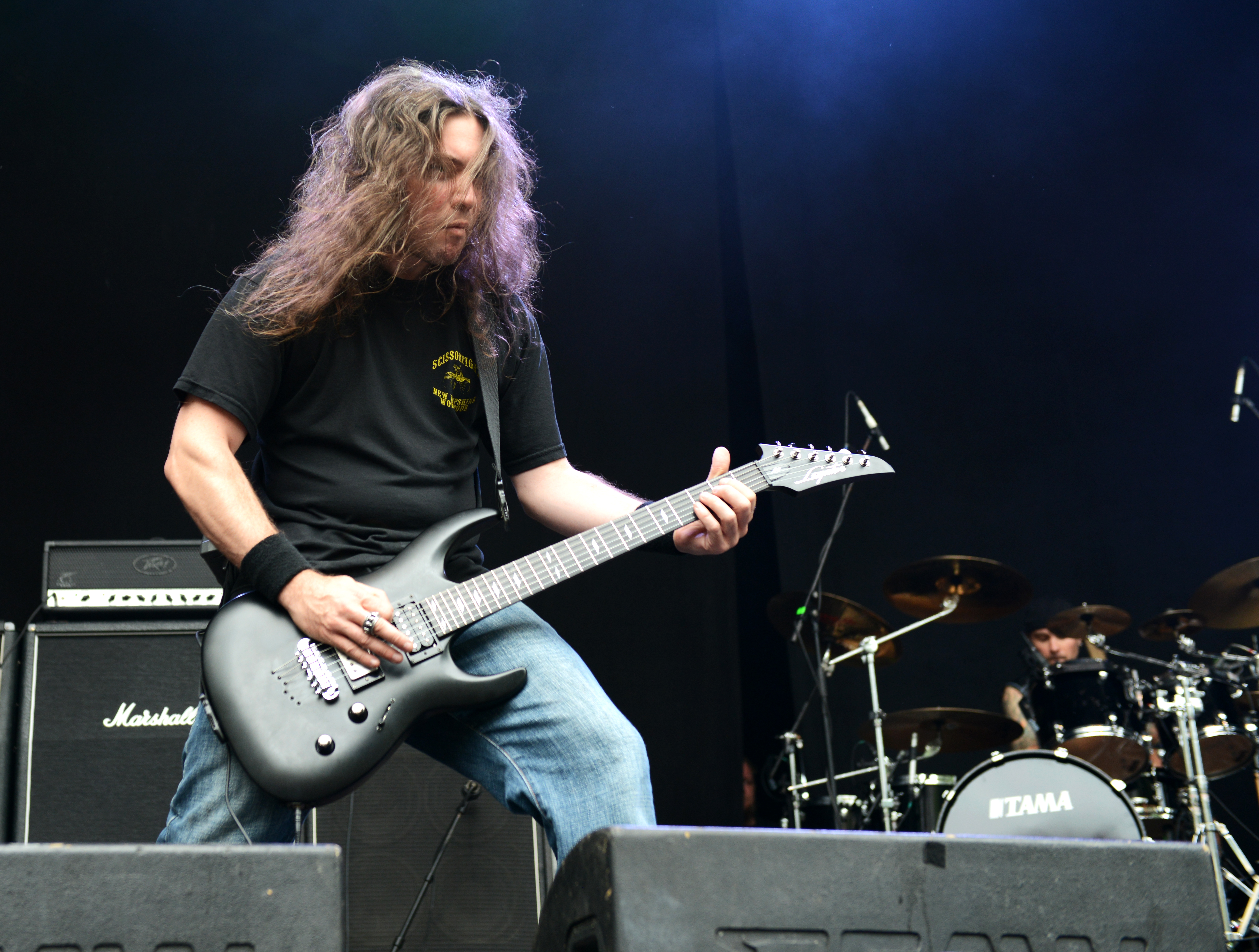
Matt Bachand, 2014
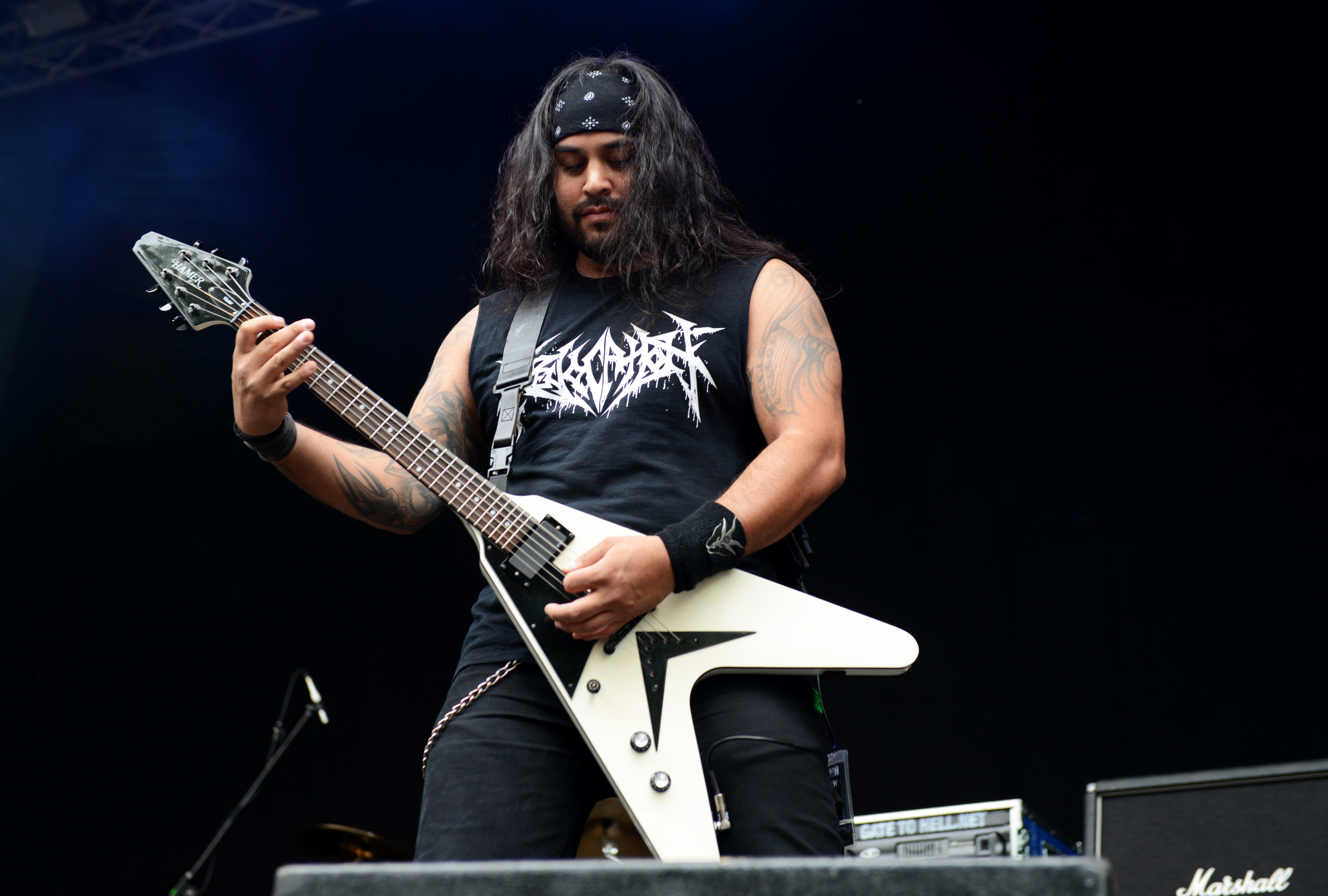
Felipe Roa, 2014

## Vroegere leden
- David Germain - drums (nu bij ska punk band Jaya The Cat)
- Derek Kerswill - drums
- Phil Lebonte - zang  (nu bij Metal band All That Remains)
- Damien Mcpherson - zang

## Discografie
- 1998 Somber Eyes To The Sky (full length)
- 2000 Of One Blood (full length)
- 2002 The Art of Balance (full length)
- 2004 The War Within (full length)
- 2007 Threads of Life (full length)
- 2009 Retribution (full length)